# Naultinus flavirictus
Naultinus flavirictus — вид ящірок з родини Diplodactylidae. Описаний у 2021 році.

## Поширення
Ендемік Нової Зеландії. Поширений лише на півострові Аупоурі на півночі Північного острова. Мешкає у лісах і чагарниках із заростями мануки і кануки.